# نيقولا الخامس بطريرك الإسكندرية
نيقولا الخامس (1876-1939) بطريرك الإسكندرية للروم الأرثوذكس من 1936 الي 1939. يُعد أحد أهم العاملين في التنظيم الداخلي للمؤسسات الخيرية والمؤسسات التعليمية التابعة للكنيسة.